# GeeXboX
GeeXboX is een Linuxdistributie die een pc of Mac omtovert tot een media center. GeeXboX gebruikt MPlayer om diverse media, waaronder dvd, DivX, AVI, MP3 en Ogg, af te spelen. Het systeem hoeft niet geïnstalleerd te worden op harde schijf, maar het kan wel. De computer kan worden gestart met de GeeXboX-Live CD waarbij het bestaande besturingssysteem onaangetast blijft.
Sinds versie 2.0 maakt GeeXboX gebruik van XBMC en de huidige versie maakt gebruik van Kodi.

## Algemeen
Voor oudere computers is GeeXboX een alternatief voor Windows Media Center. Geexbox is slechts 8 Mb groot en heeft slechts 64 Mb werkgeheugen nodig. Naast media op de harde schijf of USB-sticks kan door middel van uPNP ook media op shares op netwerk benaderd worden.
Het is niet mogelijk GeeXboX als digitale videorecorder te gebruiken, tv kijken kan wel. De nieuwste versies ondersteunen HDTV.